# Schülerfeedback
Schülerfeedback bezeichnet Rückmeldungen, welche Lernende ihren Lehrern zu deren Unterricht geben. Diese ermöglichen den Lehrenden, zu erkennen, welche Wirkung ihr Unterricht hatte, beispielsweise ob Inhalte verstanden wurden oder wie interessant diese für die Lernenden waren.

## Pädagogischer Nutzen
Insbesondere durch die Metastudie von John Hattie wurde klar, dass Schülerfeedback im Vergleich zu anderen pädagogischen Maßnahmen einen hohen Effekt auf den Lernerfolg von Lernenden hat. Aus diesem Grund kann Schülerfeedback als Kernbereich von Unterrichtsentwicklung aufgefasst werden. Zudem sind einige weitere günstige Wirkungen von Schülerfeedback empirisch nachweisbar, unter anderem eine positive Wirkung auf die Berufszufriedenheit und Gesundheit von Lehrpersonen, die Stärkung der Beziehungen zwischen Lehrpersonen und Schülern und die Begünstigung eines lösungsorientierten Umgangs mit Problemen.
Obwohl Schülerfeedback eine wesentliche Bedingung für pädagogische Professionalität darstellt, ist es bis heute kein selbstverständlicher Teil der schulischen Realität.
Schülerfeedback hat für Lehrpersonen das Ziel des Erkennens eigener blinder Flecken und der Veränderung ungünstiger Verhaltensweisen und ist von Formen der Bewertung und Beurteilung abzugrenzen.

## Durchführung
Die Möglichkeiten der Erhebung von Schülerfeedback sind vielfältig. Einige Beispiele sind im Folgenden aufgeführt:

### Feedback-Koordinatensystem
Das Feedback-Koordinatensystem liefert ein einfaches Stimmungsbild. Die Schülerinnen und Schüler tragen nach Abschluss einer Lerneinheit einen Punkt in ein zweidimensionales Koordinatensystem ein. Dies kann anonym geschehen. Anhand der Eintragung kann eine Rückmeldung zu zwei Bereichen gegeben werden, welche auf der x- und y-Achse vorgegeben sind, beispielsweise „Stimmung“ und „Lerngewinn“.

### Feedback-Zielscheibe
Die Feedback-Zielscheibe besteht aus mehreren Kreisen, die in verschiedene Sektoren eingeteilt sind. Der innerste Kreis steht für volle Zustimmung, der äußerste für Nichtzustimmung. Durch Platzierung jeweils einer Auswahl pro Sektor können die Schülerinnen und Schüler ihre Zustimmung oder Nichtzustimmung zu mehreren Unterrichtsbereichen ausdrücken.

### Feedback-Fragebogen
Feedback-Fragebögen zum Unterricht existieren in mannigfaltiger Form. Sie bieten die Möglichkeit, Schülerfeedback systematisch und kriteriengeleitet einzuholen und haben eine hohe Aussagekraft.